# Циркус гимнастикус
Ци́ркус гимна́стикус (нем. Der Circus gymnasticus) — утраченный театр в Вене, Австрия. Основан в 1808 году и снесён в 1852. Использовался в основном для представлений трюков конной акробатики. В 1841 году  в Гамбурге (Германия) был создан подобный театр с таким же названием.

## История

### Предыстория
В конце XVIII — начале XIX века были очень популярны трюки конной акробатики. Их идейным и исполнительным создателем был Филип Астлей, открывший под Лондоном школу верховой езды и создавший амфитеатр, в котором проводил регулярные представления этих трюков. В начале 1770-х его имя было узнаваемо почти во всей Европе.
В 1770 году в венском «Хецтеатре» успешно прошли первые в истории Австрии представления с трюками конной акробатики.

### Театр

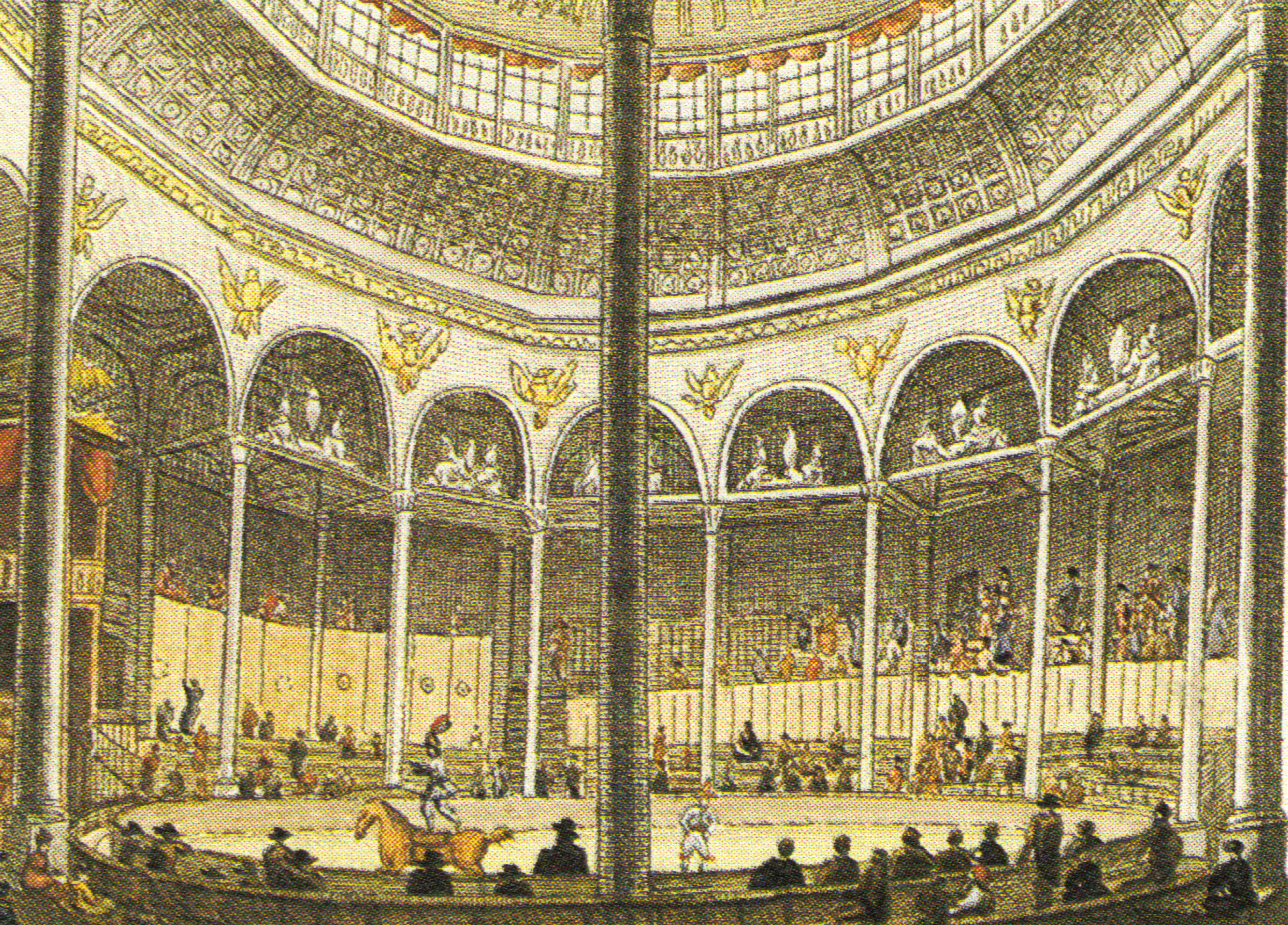
Зрительный зал театра и сцена-арена

Глава конной компании Кристоф де Бах воспользовался популярностью нового вида развлечений: он решил построить в Вене постоянную площадку для представлений трюков конной акробатики. Деревянное здание театра по проекту архитектора Джозефа Корнхойзела было возведено в 1808 году на территории общественного парка Пратер. «Циркус гимнастикус» мог вмещать в себя до 3000 зрителей. В нём была огромная сцена-арена под куполом с окнами, что позволяло дневным светом осветить всё внутренне пространство театра.
Во время Венского конгресса здание театра имело специальную расцветку. После смерти Кристофа де Баха «Циркус гимнастикус» ещё функционировал несколько лет. К 1852 году использовать театр стало опасно, но реставрировать его не стали, и здание снесли.